# SC Düdingen
O SC Düdingen é um clube de futebol com sede em Düdingen, Suíça. A equipe compete na Swiss 1. Liga.

## História
O clube foi fundado em 1924. 